# Wall Nook
Wall Nook – wieś w Anglii, w hrabstwie Durham. Leży 7 km na północny zachód od miasta Durham i 380 km na północ od Londynu.